# Steven Pressfield
Steven Pressfield (n. 1 septembrie 1943, Port of Spain, Trinidad și Tobago) este un scriitor și scenarist american, ale cărui cele mai cunoscute opere pun în scenă conflicte antice.

## Biografia
Steven Pressfield s-a născut în însula Trinidad, în septembrie 1943. A obținut, în 1965, diploma la Universitatea Duke, Statele Unite ale Americii, după care a intrat în marina militară americană, unde a servit până în 1971. Trăiește la Malibu, California, Statele Unite ale Americii.
După un debut dificil, devine autor profesionist, în 1995, odată cu publicarea romanului său Legenda lui Bagger Vance. De atunci, a scris vreo zece cărți și a fost scenarist a trei filme, scoase pe ecrane între anii 1988 și 1993.
În anul 2000, primul său roman reușit a fost ecranizat, Steven Pressfield fiind scenaristul filmului cu același titlu ca și cartea: Legenda lui Bagger Vance.

## Opera

### Romane istorice
- Gates of Fire (1998) (În românește: Porțile de foc):

În vreme ce armata Persiei se năpustește asupra Greciei, soldații veniți din Sparta și aliații lor vor încerca să reziste în trecătoarea Termopile. Lupta care va urma va fi teribilă.
- Tides of War: A Novel of Alcibiades and the Peloponnesian War (2000) (În românește: Soarta Războiului: Povestea lui Alcibiade și Războiul Peloponezian):

Atena și Sparta, amândouă în vârful puterii lor, luptă între ele pentru hegemonie în Grecia. În acest război nemilos, va apărea un om, Alcibiade. De faptele sale va depinde supraviețuirea stirpei grecilor.
- Last of the Amazons (2002) (În românește: Ultima Amazoană)

Romanul ne conduce în zonele de stepă din nordul Mării Negre, locuite de amazoane. În timp ce la Atena oamenii inventează civilizația, tribul amazoanele preferă libertatea stepelor. Dar când regina acestui popor mândru hotărăște să îl ia în căsătorie pe Tezeu, regele Atenei, conflictul devine inevitabil.
- The Virtues of War (2004) (În românește: Virtuțile Războiului)

Alexandru cel Mare. Un nume cunoscut de toată lumea, un destin fără egal, o viață făcută din război.
- The Afghan Campaign (2006) (În românește: Campania Afgană)

În timp ce trupele sale participau la război, Alexandru cel Mare continua să avanseze în Asia. Acolo, într-o regiune teribilă, îi va înfrunta pe cei mai tenaci inamici, pe afgani.
- Killing Rommel (2008) (În românește: Ucideți-l pe Rommel[5])

Romanul este o dare de seamă romanțată a unei patrule engleze în timpul campaniei din Africa de Nord, în timpul celui de-Al Doilea Război Mondial.

### Alte opere literare
- The Legend of Bagger Vance (1995) (În românește: Legenda lui Bagger Vance)
- The War of Art: Winning the Inner Creative Battle (2002)

### Opera cinematografică
- Above the Law (1988) (În românește: Deasupra legii)
- Freejack (1992)
- Joshua Tree (1993)
- The Legend of Bagger Vance (2000) (În românește: Legenda lui Bagger Vance)